# Álvaro Gonçalves Pereira
Álvaro Gonçalves Pereira (Salamanca, c. 1300 - Porto, 1375 ou Amieira do Tejo, c. 1379[i]) foi um nobre português, prior da Ordem do Hospital, que viveu no século XIV.

## Biografia
D. Frei Álvaro Gonçalves Pereira era filho sacrílego de D. Gonçalo Pereira, Arcebispo de Braga, e de Teresa Peres Vilarinho. Segundo Fernão Lopes, saiu do Reino para o Convento de Rodes, e lá chegando "mui grandemente e bem guarnido, assim d'escudeiros como d'outra gente", tendo passado àquele lugar na companhia de vinte cavaleiros. Como recompensa pelos seus bons feitos, obteve em 1335 do Grão-Mestre da Ordem do Hospital o priorado de Portugal dessa ordem, tendo sucedido a seu pai, com sede em Leça do Balio, desde 1341 no Castelo do Crato.
Uma vez prior, trouxe à Ordem grandes melhorias e acrescentamentos, entre os quais se contam o Castelo da Amieira, os paços e assentamento do Bonjardim, e a fortaleza de Flor da Rosa, a par do Crato, no qual edificou uma igreja em honra de Santa Maria, da qual, por ser a mais honrada, ordenou nova comenda, para que dela pudesse viver honradamente e com abastança o seu comendador.
Foi privado de três reis de Portugal, D. Afonso IV, D. Pedro I e D. Fernando, estando nas boas graças deste último em especial.
Teve uma longa vida, durante a qual gerou, segundo Fernão Lopes, trinta e dois (ou trinta e três) filhos, nenhum deles nascido de legítimo casamento. Um dos seus filhos, D. Pedro Álvares Pereira, nascido em Julho de 1348, sucedeu-lhe no priorado do Hospital e foi mestre da Ordem de Calatrava, em Castela. De outra mulher, por nome Iria Gonçalves do Carvalhal[iii], natural de Elvas, teve Nuno Álvares Pereira[iv], que viria a ser Condestável de Portugal. Fernão Lopes refere também como sendo seu filho Diogo Álvares, cavaleiro da Ordem do Hospital.
Morreu em idade avançada na Amieira, tendo acompanhado o seu funeral nove filhos e nove filhas. As exéquias foram feitas na Amieira, sendo depois o seu corpo trasladado para o Mosteiro de Flor da Rosa, que ele edificara.

## Descendência
Foi um homem muito profícuo, tendo alegadamente, e de acordo com os Nobiliários, sido pai de 32 ou 33 filhos e filhas.
Teve de Iria Vicente um filho: 
- Rodrigo Álvares Pereira (c. 1330 - d. 8 de Fevereiro de 1390), 1.º Senhor do Morgado de Águas Belas, casado com Maria Afonso do Casal, com geração

Teve de Marinha Domingues: 
- D. Frei Pedro Álvares Pereira, que foi Prior do Crato e Mestre da Ordem de Calatrava
- Diogo Álvares Pereira, morto na Batalha de Aljubarrota, a 14 de Agosto de 1385, casado com Mécia de Resende, sem geração
- Violante Álvares Pereira (c. 1352 -), casada com Diogo Nunes de Serpa (c. 1348 -), com geração

Teve de Iria Gonçalves do Carvalhal (c. 1344 - d. 30 de Julho de 1385); a 30 de Julho de 1385 D. João I doou a «eirea gllz madre do destabre» todos os bens móveis e de raiz que ficaram por morte de seu filho Fernão Pereira, os quais bens foram de Paio Rodrigues Marinho, Alcaide de Campo Maior, e os perdeu por dar o dito castelo e vila ao rei de Castela, filha de Pedro Gonçalves do Carvalhal (c. 1320 -) e de sua mulher Aldonça Rodrigues (c. 1325 -), cinco filhos e uma (ou duas) filha(s): 
- Fernão Álvares Pereira (- a. 30 de Julho de 1385), solteiro e sem geração
- Lopo Álvares Pereira, legitimado por Carta Real de 24 de Julho de 1361, solteiro e sem geração
- D. Nuno Álvares Pereira (24 de junho de 1360 - 1 de novembro de 1431), 2.º Condestável de Portugal, casou com Leonor Anes de Alvim, com geração feminina
- Gonçalo Álvares Pereira, legitimado por Carta Real de D. Fernando I de data desconhecida de 1369, solteiro e sem geração
- Vasco Álvares Pereira, legitimado por Carta Real de D. Fernando I de data desconhecida de 1369, solteiro e sem geração
- Leonor Álvares Pereira (c. 1372 - 18 de Abril de 1449), casada com João Mendes de Vasconcelos, senhor de Penela, com geração feminina
- (Teresa Álvares Pereira, casada com Gonçalo Rodrigues de Abreu (c. 1365 -d. 1435), Alcaide-Mor de Elvas, com geração; não se documenta a filiação desta Teresa Álvares Pereira em D. Frei Álvaro, dada nas genealogias tardias; se o foi, foi uma filha tardia, pois não terá nascido muito antes de 1375, ano da morte do alegado pai)